# Орлов-Соколовский, Александр Александрович
Александр Александрович Орлов-Соколовский (1855, Москва — 1892, Москва) — русский дирижёр, композитор, музыкально-общественный деятель, внесший заметный вклад в развитие музыкальной культуры Казани.

## Биография
Родился в Москве 25 августа (6 сентября) 1855 года в семье ремесленника А. Орлова.
Двойная фамилия связана со вторым браком его матери с актёром Н. В. Соколовским, который в 1867 году поместил пасынка в московскую консерваторию. Музыкальное образование получал у профессоров В. К. Гута и К. Ф. Циммермана. Окончил консерваторию в 1875 году по классу кларнета. Талант начинающего музыканта обратил на себя внимание Н. Г. Рубинштейна, по рекомендации которого Орлов-Соколовский занял должность капельмейстера в частной труппе П. М. Медведева, сначала в Астрахани, а затем в Казани.
В 1878 году он поступил на службу в Дирекцию Императорских театров капельмейстером Московского Малого театра, для оркестра которого им были написаны увертюры и антракты к драмам «Каширская Старина» и «Жизнь пережить не поле перейти», а также антракты к комедии «Бедность не порок». С 1880 года, оставив Малый театр, Орлов в течение двух лет дирижировал оркестром Московского Кружка любителей музыки; открыл при Кружке музыкальную школу.
С 1884 года служит капельмейстером в Казанском оперном театре. В 1886 году на собственные средства открыл в Казани музыкальное училище. В 1887 году, по инициативе Орлова-Соколовского, в Казани было открыто отделение Русского музыкального общества, первым директором которого он стал. Стремясь централизовать все музыкальное дело в Казани, Орлов-Соколовский в сезоне 1888—1889 годов принял на себя антрепризу городского оперного театра, но вследствие его хозяйственной неопытности это предприятие окончилось полной неудачей. Оказавшись в тяжелом материальном положении, с расстроенным здоровьем, Орлов-Соколовский был вынужден покинуть Казань и снова ненадолго занять должность капельмейстера в Московском Малом театре.
Умер от паралича сердца 12 (24) сентября 1892 года и был похоронен на Лазаревском кладбище.